# Anoxia matutinalis
Anoxia matutinalis (Laporte de Castelnau, 1832) è il nome di una specie di coleottero appartenente alla famiglia degli scarabaeidae (sottofamiglia melolonthinae).

## Descrizione

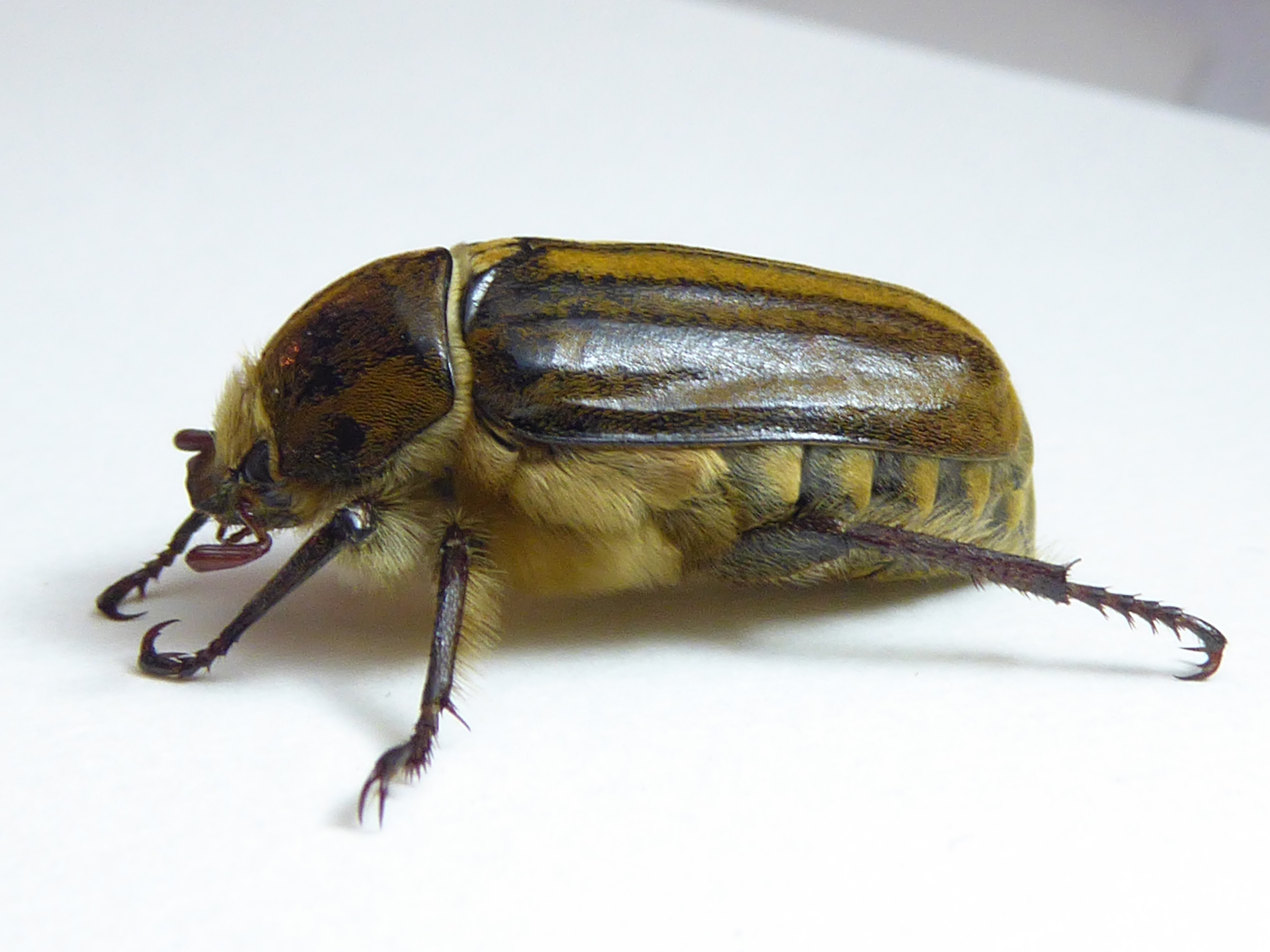
Esemplare fotografato a Piazzo (Trentino, Italia)

### Adulto
Gli adulti presentano un corpo cilindrico e robusto e sono di dimensioni medio-grandi, oscillando tra i 19 e i 29 mm di lunghezza. Sono di colore marroncino, con sulle elitre delle striature che si sviluppano lungo la lunghezza del corpo. Le femmine, presentano sul primo paio di zampe delle dentellature, assenti nelle zampe dei maschi.

### Larva
Le larve hanno l'aspetto di grossi vermi bianchi dalla forma a "C". Presentano le tre paia di zampe sclerificate, al pari della testa.

## Biologia
Gli adulti sono visibili a fine primavera e per tutta l'estate. Sono legati soprattutto agli ambienti sabbiosi delle coste ma può essere incontrata anche nell'interno. Sono di abitudini notturne e possono essere attratti dalle luci artificiali. Le larve, invece, si sviluppano nel terreno.

## Distribuzione
A. matutinalis è diffusa in gran parte dell'Europa, partendo dal sud della Francia, fino alla Grecia.